# Trump National Golf Club (Bedminster, New Jersey)
Der Trump National Golf Club Bedminster ist ein privater Golfclub in der Ortschaft Bedminster im US-Bundesstaat New Jersey, der zur Trump Organization gehört und von ihr verwaltet wird.

## Geschichte
Das Anwesen, zu dem das Gut des Sportwagenherstellers John DeLorean gehörte, wurde vom Unternehmer Donald Trump im Jahr 2002 für weniger als 35 Millionen US-Dollar erworben. Vorher war es als Lamington Farm bekannt und hatte einen unvollendeten Golfplatz mit drei Löchern. Nachdem Trump das Land erworben hatte, wurden unter der Anleitung der Golfplatzarchitekten Tom Fazio und Tom Fazio II zwei Golfanlagen mit je 18 Löchern angelegt. Der erste Golfplatz wurde 2004 eröffnet. Drei Jahre später wurde der Club in den USA als #73 (Golf Magazine) beziehungsweise #84 (Golf Digest) eingestuft.
2012 kostete der Eintritt in die Mitgliedschaft des Golfclubs circa 300.000 US-Dollar.
Steuerlich gilt das Anwesen als Landwirtschaft, da Heu erwirtschaftet und acht Ziegen gehalten werden. Das Wall Street Journal schätzt, dass dieser Steuererlass die steuerlichen Kosten für die beiden Golfkurse von 80.000 Dollar auf tausend Dollar verringert. Der Direktor von New Jerseys Sierra Club kommentierte dazu, dass Trump sich „hinter landwirtschaftlicher Bewertung versteckt, um eine massive Steuervergünstigung für seinen Golfclub zu erlangen“.
Im Oktober 2009 war der Club der Schauplatz der Hochzeit von Trumps Tochter Ivanka mit Jared Kushner.
2017 war der Club der Austragungsort für die United States Women’s Open Championship und für 2022 hat die Professional Golfers’ Association of America dem Club die PGA Championship für Männer zuerkannt, zog diese Zusage aber im Januar 2020 wieder zurück.

## Trumps Präsidentschaft
Nachdem Trump im November 2016 zum Präsidenten der Vereinigten Staaten gewählt worden war, wurde der Club für Beratungen und Interviews während des Präsidentschaftsübergangs benutzt. Nach Amtsantritt im Januar 2017 wurde das Anwesen eine von Trumps vier offiziellen Residenzen für die Präsidentschaft neben dem Weißen Haus – die beiden anderen sind der Trump Tower in New York City (bis 2019) und Mar-a-Lago in Florida. Mar-a-Lago wird bevorzugt in der kälteren und der Golfclub in der wärmeren Jahreszeit genutzt.
Im Mai 2017 begann Trump, das Anwesen für Wochenendtrips zu nutzen und meinte, dass es billiger und weniger störend sei als ein Wochenende im Trump Tower in New York. Dadurch avancierte der Club zum „Summer White House“. Trump weilte im August 2017 für 17 Tage in Bedminster, während Renovierungen im Weißen Haus vorgenommen wurden. Auch in den Jahren 2018 und 2019 benutzte Trump das Anwesen bei mehreren Besuchen im Sommer.

### Sicherheitsvorkehrungen
Die Federal Aviation Administration verhängt Flugbeschränkungen in Bedminster und Umgebung, wenn Trump in der Residenz ist. Flüge sind dann im Umkreis von 10 Meilen nicht erlaubt, und Flugbeschränkungen gelten im weiteren Umkreis von 30 Meilen. Diese Beschränkungen betreffen 19 Flughäfen in New Jersey und Pennsylvania, wobei zwei Flughäfen innerhalb des 10-Meilen-Radius während Trumps Anwesenheit komplett stillgelegt werden. Linienflüge von und nach Newark Airport sind nicht eingeschränkt.

### Trump-Mausoleum
Schon früh deutete Trump an, dass er auf diesem Golfplatz begraben werden wollte. Ab 2007 reichte Trump mehrere Anträge auf Errichtung eines Familienfriedhofs auf dem Trump National Golf Club ein, darunter ein „19 Fuß hohes klassisches Steinmausoleum mit vier Obelisken, einem Altar und sechs Gewölben“. Er erhielt schließlich die Genehmigung und machte 2015 auf dem privaten Friedhof den ersten Spatenstich, was zu den Scherzen führte, dass „Trump sein eigenes Grab gräbt“.
Trumps Exfrau Ivana Trump wurde am 20. Juli 2022 auf dem Gelände des Golf Clubs beerdigt.